# Województwo sandomierskie (Królestwo Polskie)

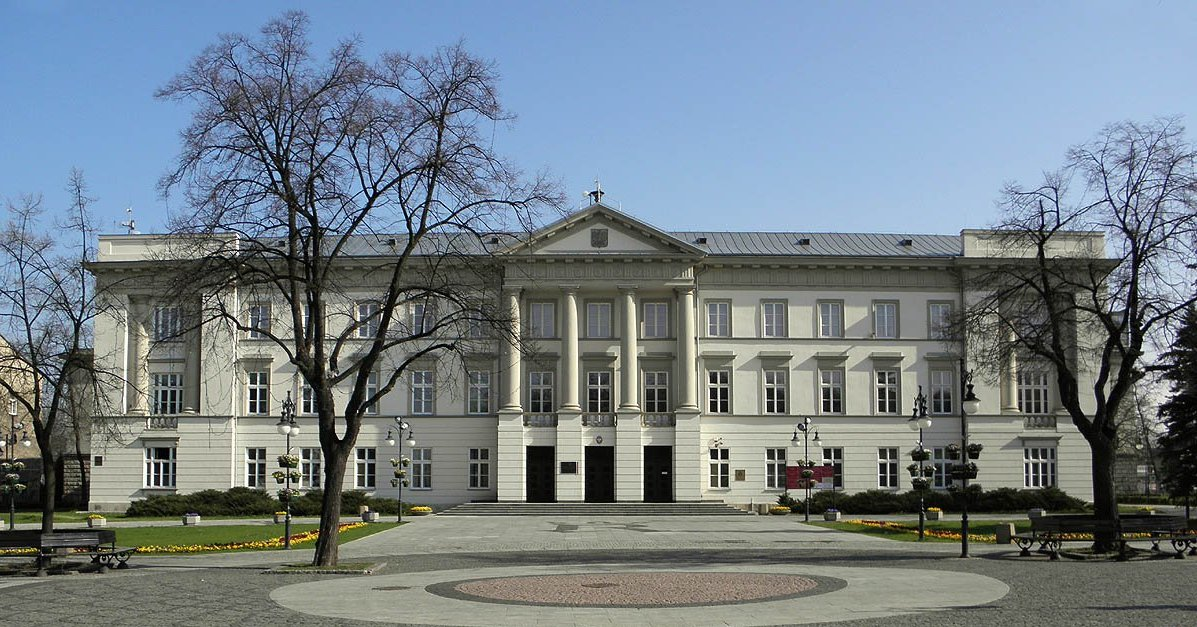
Pałac Sandomierski w Radomiu, siedziba Komisji Wojewódzkiej Sandomierskiej (2012)

Województwo sandomierskie – województwo Królestwa Polskiego istniejące w latach 1816–1837 i w 1863 ze stolicą w Radomiu. Ukazem Mikołaja I Romanowa z 23 lutego/7 marca 1837 zostało przemianowane na gubernię sandomierską.

## Podział administracyjny
Województwo dzieliło się na 4 obwody i 9 powiatów:
- obwód opatowski
  - powiat opatowski
  - powiat solecki
- obwód opoczyński (z siedzibą w Końskich)
  - powiat konecki
  - powiat opoczyński
  - powiat szydłowiecki
- obwód radomski
  - powiat kozienicki
  - powiat radomski
- obwód sandomierski
  - powiat sandomierski
  - powiat staszowski

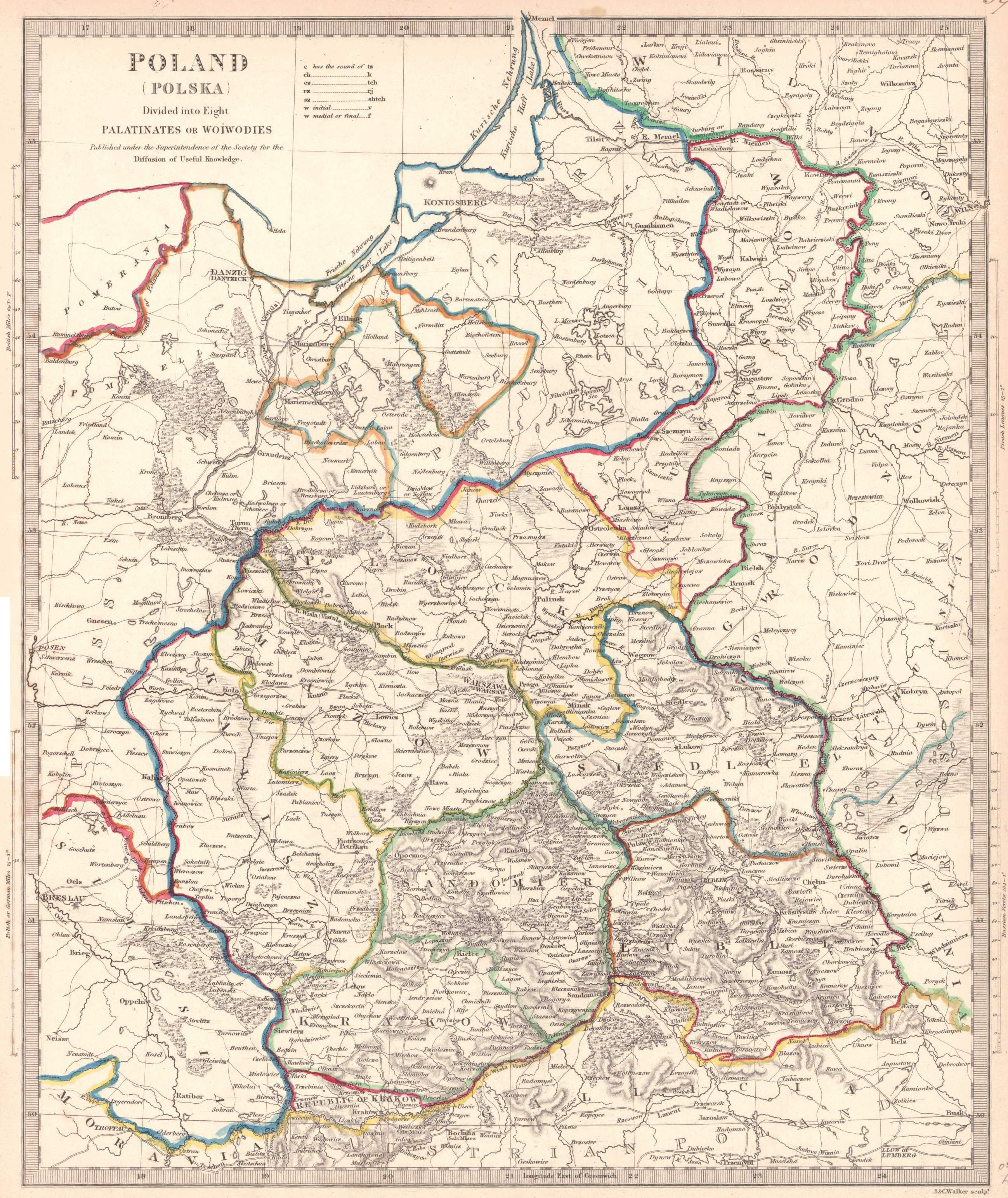
Królestwo Polskie, mapa, Londyn 1831
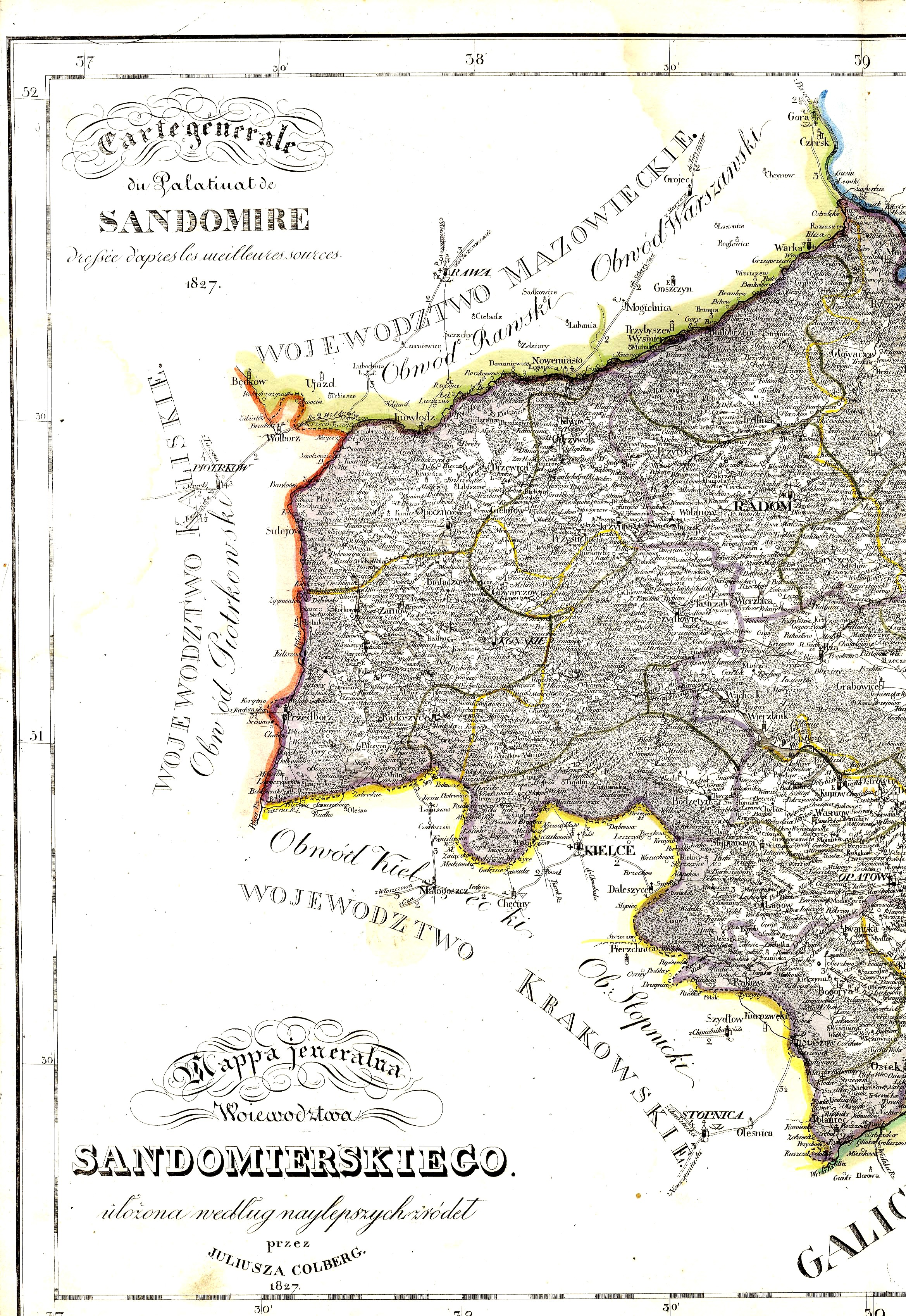
Województwo sandomierskie w 1827 (część zachodnia)

W czasie powstania styczniowego Rząd Narodowy dnia 28 marca 1863 r. ogłosił Regulamin władz administracyjnych w byłym Królestwie Kongresowym. Według regulaminu zniesiono podział administracyjny na gubernie, a zamiast tego byłe Królestwo Kongresowe podzielono na osiem województw w granicach z 1816 r. Na części terenów guberni radomskiej przywrócono województwo sandomierskie w granicach z 1816 r.

## Prezesi Komisji Województwa Sandomierskiego

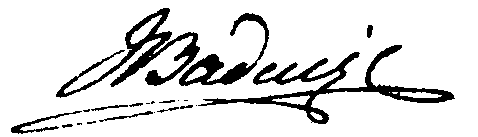
Podpis Ignacego Badeniego

## Prezesi Komisji Województwa Sandomierskiego[4]
- Ignacy Badeni (1816–1821)
- Stanisław Piwnicki (1821–1826)
- Henryk Deboli (1826–1837)